# Liste der denkmalgeschützten Objekte in Wartmannstetten
Die Liste der denkmalgeschützten Objekte in Wartmannstetten enthält die 9 denkmalgeschützten, unbeweglichen Objekte der Gemeinde Wartmannstetten im niederösterreichischen Bezirk Neunkirchen.

## Denkmäler
| Foto |                 | Denkmal                                                            | Standort                                                | Beschreibung | Metadaten |
| ---- | --------------- | ------------------------------------------------------------------ | ------------------------------------------------------- | --- | --- |
| ja   | Datei hochladen | Ortskapelle HERIS-ID: 80374 Objekt-ID: 94107                       | Schlossweg 2, bei Standort KG: Ramplach                 | Der kleine neugotische Bau ist mit 1874 bezeichnet, er weist ein Satteldach mit einem spitzbehelmten Dachreiter auf. | BDA-Hist.: Q38173569 Status: § 2a Stand der BDA-Liste: 2025-06-30 Name: Ortskapelle GstNr.: .41                                                         |
| ja   | Datei hochladen | Hausberg Straßhof HERIS-ID: 60231 Objekt-ID: 72388                 | Straßhof Standort KG: Straßhof                          | Die ehemalige Hausberganlage, Sitz der Herren von Strazhouen (urkundlich 1130–1210) wurde 1994 teilweise ergraben. Sie ist durch moderne Verbauung beeinträchtigt, allerdings sind Mauerreste einer Anlage mit ovalem Kernwerk und doppeltem Bering sowie ein Turm im Südosten aus der 2. Hälfte des 13. Jahrhunderts, eine Dammmauer, und ein ehemaliger Teich im nördlichen Bereich einer Vorburg erhalten. | BDA-Hist.: Q38091076 Status: Bescheid Stand der BDA-Liste: 2025-06-30 Name: Hausberg Straßhof GstNr.: 945/5, .4, 35, 29/2, 28/1, 38, 30/2, 30/1         |
| ja   | Datei hochladen | Hausbergkapelle hl. Bartholomäus HERIS-ID: 80377 Objekt-ID: 94110  | Gramatler Straße 1, gegenüber Standort KG: Straßhof     | Es handelt sich um einen kleinen Apsidensaal in romanischen Formen. Urkundlich 1472 fanden Bautätigkeiten unter Kaiser Friedrich III. statt, wahrscheinlich ein Neubau in historisierenden Formen unter Verwendung von Altmaterial (vielleicht der ehemaligen Hausberganlage). | BDA-Hist.: Q38173579 Status: § 2a Stand der BDA-Liste: 2025-06-30 Name: Hausbergkapelle hl. Bartholomäus GstNr.: .4                                     |
| ja   | Datei hochladen | Ortskapelle HERIS-ID: 80382 Objekt-ID: 94115                       | Panoramastraße 1, bei Standort KG: Straßhof             | | BDA-Hist.: Q38173607 Status: § 2a Stand der BDA-Liste: 2025-06-30 Name: Ortskapelle GstNr.: 937/2                                                       |
| ja   | Datei hochladen | Gräberfeld Großes Feld HERIS-ID: 46293 Objekt-ID: 48030            | Großes Feld Standort KG: Wartmannstetten                | | BDA-Hist.: Q38020427 Status: Bescheid Stand der BDA-Liste: 2025-06-30 Name: Gräberfeld Großes Feld GstNr.: 571/1, 574/2, 574/1                          |
| ja   | Datei hochladen | Römische Ziegelei Wartmannstetten HERIS-ID: 46187 Objekt-ID: 47898 | In Rones Standort KG: Wartmannstetten                   | Es wurden zwei römische Ziegelöfen nordwestlich des Dorfes ergraben. | BDA-Hist.: Q38019758 Status: Bescheid Stand der BDA-Liste: 2025-06-30 Name: Römische Ziegelei Wartmannstetten GstNr.: 171, 164, 170, 165, 176, 182, 177 |
| ja   | Datei hochladen | Gräberfeld Schulberg HERIS-ID: 112251 Objekt-ID: 130325            | Ortsried Standort KG: Wartmannstetten                   | Das keltische Gräberfeld mit 26 Grabstellen wurde 1957 beim Bau der Kirche ergraben. | BDA-Hist.: Q37830016 Status: Bescheid Stand der BDA-Liste: 2025-06-30 Name: Gräberfeld Schulberg GstNr.: .83, 42/1, 42/4, 42/18, 20/5, 20/6             |
| ja   | Datei hochladen | Bildstock, sog. Marchstein HERIS-ID: 80385 Objekt-ID: 94118        | Standort KG: Wartmannstetten                            | Ein ehemaliger Grenzstein (urkundlich 1564) mit einem Tabernakelbildstock aus dem 17. Jahrhundert. | BDA-Hist.: Q38173616 Status: § 2a Stand der BDA-Liste: 2025-06-30 Name: Bildstock, sog. Marchstein GstNr.: 204/4                                        |
| ja   | Datei hochladen | Betkapelle HERIS-ID: 80379 Objekt-ID: 94112                        | Neunkirchner Straße 4, bei Standort KG: Wartmannstetten | Die barocke Kapelle ist mit 1736 bezeichnet, sie hat innen ein Kruzifix aus der 2. Hälfte des 15. Jahrhunderts. | BDA-Hist.: Q38173589 Status: § 2a Stand der BDA-Liste: 2025-06-30 Name: Betkapelle GstNr.: .11                                                          |